# Caenis cibaria
Caenis cibaria is een haft uit de familie Caenidae. De wetenschappelijke naam van de soort is voor het eerst geldig gepubliceerd in 1879 door Eaton.
De soort komt voor in het Afrotropisch gebied.